# روي بنتلي
روي بنتلي (بالإنجليزية: Roy Bentley)‏ (17 مايو 1924 ببرستل في المملكة المتحدة - 20 أبريل 2018) هو مدرب كرة قدم ولاعب كرة قدم بريطاني (وحمل سابقاً جنسية المملكة المتحدة لبريطانيا العظمى وأيرلندا) في مركز الهجوم، شارك في كأس العالم 1950. وشارك مع منتخب إنجلترا لكرة القدم. أما مع النوادي، فقد لعب مع تشيلسي وكوينز بارك رينجرز ونادي بريستول سيتي ونادي فولهام ونيوكاسل يونايتد.

## مسيرته الكروية
لعب روي بنتلي خلال مسيرته الاحترافية مع 4 أندية في تسعة عشر موسمًا وسجل خلالها 173 هدف ضمن 559 مباراة. ولم يفز بأي موسم بالكأس وفاز في موسمًا واحدًا بالدوري.
خاض روي بنتلي مسيرته مع نادي نيوكاسل يونايتد في موسم 1946–47 ولمدة موسمين، مشاركًا في 48 مباراة سجل خلالها 21 هدفًا. ثم انتقل إلى نادي تشيلسي في موسم 1947–48 ليلعب معه عشرة مواسم، حيث شارك في 324 مباراة سجل خلالها 129 هدف. لينتقل بعدها إلى نادي فولهام في موسم 1956–57 ليلعب معه خمسة مواسم، مشاركًا في 142 مباراة سجل خلالها 23 هدفًا. ثم انتقل إلى نادي كوينز بارك رينجرز في موسم 1961–62 ولمدة موسمين، مشاركًا في 45 مباراة ولم يسجل أي هدف.

## وصلات خارجية
- روي بنتلي على موقع قاعدة بيانات كرة القدم.إي يو (الإنجليزية)
- روي بنتلي على موقع ناشيونال فوتبول تيمز (الإنجليزية)
- روي بنتلي على موقع Soccerway.com (الإنجليزية)
- روي بنتلي على موقع عالم كرة القدم.نت (الإنجليزية)